# 育児嚢

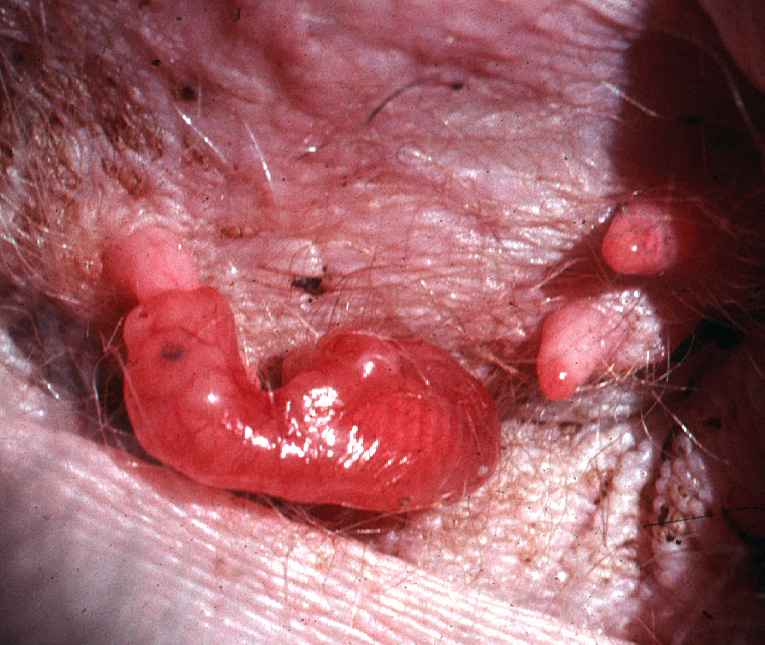
育児嚢内のカンガルーの乳仔(ジョーイ、英:Joey)

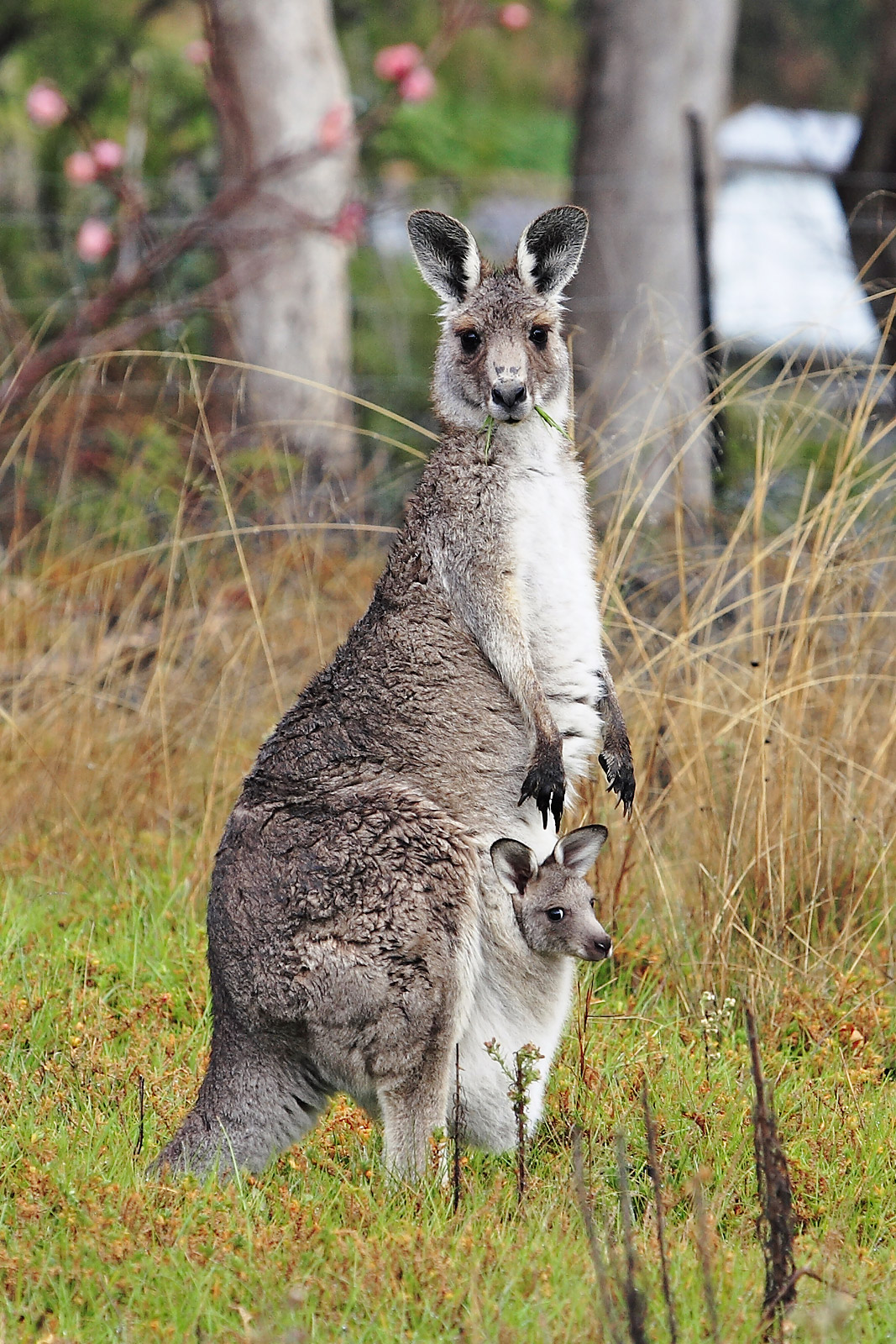
オオカンガルーの育児嚢から顔を出している乳仔

育児嚢（いくじのう）とは雌の有袋類などに見られる未熟な乳仔を育てるための袋。有袋類（marsupial）の由来はこの袋（羅：Marsupium）に拠る。
同様に育児嚢と呼ばれる器官は雄のヨウジウオ科の魚類（タツノオトシゴなど）、二枚貝、タニシなどにも存在する。

## 哺乳類の育児嚢

### 胎生哺乳類
カンガルーのように腹部にある袋（育児嚢）で未熟児を育てる哺乳類を「有袋類」という。
哺乳類の系統関係では、さらに発達した胎盤を持ち子宮で胎児を育てる哺乳類を「有胎盤類」といい、有袋類と有胎盤類を総称して「胎生哺乳類」という。ゲノム解析から哺乳類のもう一つのグループである単孔類と胎生哺乳類は1億8760万年前のジュラ紀に分岐したと推定されている。この哺乳類の系統関係のうち、ハリモグラは単孔類で胎生哺乳類ではないが下腹部に袋状の育児嚢（仮育児嚢ともいう）をもっている。

### 有袋類の育児嚢
産まれたばかりの有袋類の新生仔（ジョーイ、英:Joey）は産道から育児嚢までを這って移動する。この育児嚢は基本的に乳首の周囲の皮膚が畳み込まれた入り口が一つしかない、乳仔を守り育てるためのものである。種ごとにその様相も異なっている。
例えばタスマニアデビルの育児嚢は後ろ向きに開いており、新生仔の移動は少なくてすむ。乳仔は乳首に吸い付いたまま離れず、成長して一度外に出ると二度と戻ることはない。
カンガルーやワラビーの育児嚢は体の前面に水平に開いており、新生仔は比較的長い道のりを這わなくてはならない。外へ出る事が出来るまで成長しても、かなり後まで育児嚢に入る。カンガルーの場合、生後6か月から8か月の間は袋の中で育ち、その後も袋からの出入りを繰り返しながら成長する。
なお、フクロアリクイなどのように有袋類のすべてに育児嚢があるわけではない。

## 魚類の育児嚢
魚類ではヨウジウオ科の雄はすべて体表皮に育児嚢をもつ。
ヨウジウオ科の魚にみられる育児嚢の形態は魚種により異なり、トゲヨウジでは原始的な育児嚢で腹部に卵を付着させるだけである。一方、タツノオトシゴの育児嚢は袋状に発達しており、雌から卵を受け取って孵化させ、完全に外界で独立できるまでの数週間保護している。